# Robertinida
Ordre
Les Robertinida constituent un ordre de foraminifères, de la classe des Globothalamea.

## Liste des familles
Selon World Register of Marine Species (2 avril 2016) :
- sous-ordre Duostominina Mikhalevich, 2013 †
  - super-famille Duostominoidea Brotzen, 1963 †
    - famille Asymmetrinidae Brotzen, 1963  †
    - famille Duostominidae Brotzen, 1963  †
    - famille Oberhauserellidae Fuchs, 1970  †
    - famille Robertonellidae Rigaud, Martini & Vachard, 2015  †
    - famille Trochosiphoniidae Rigaud, Martini & Vachard, 2015  †
    - famille Variostomatidae Kristan-Tollmann, 1963  †
- sous-ordre Robertinina Loeblich & Tappan, 1984
  - super-famille Ceratobuliminoidea Cushman, 1927
    - famille Ceratobuliminidae Cushman, 1927
    - famille Epistominidae Wedekind, 1937

  - super-famille Conorboidoidea Thalmann, 1952 †
    - famille Conorboididae Thalmann, 1952  †

  - super-famille Robertinoidea Reuss, 1850
    - famille Robertinidae Reuss, 1850